# I buoni
I buoni è un romanzo dello scrittore e giornalista Luca Rastello, pubblicato nel 2013. 
Alla sua uscita il romanzo suscitò molte polemiche per il fatto che alcuni commentatori (tra cui Gian Carlo Caselli e Adriano Sofri) individuarono un collegamento tra l'ONG da lui descritta nel romanzo e Libera.

## Trama
Il romanzo racconta la storia di Azalea (Aza), giovane Moldava che Andrea conosce mentre sta realizzando un reportage sull'infanzia abbandonata di una città dell'est Europa non meglio specificata, dove Aza lavora per un'organizzazione che cerca di riportare ad un'esistenza normale i ragazzi che vivono nelle fogne della città. Colpito da Aza Andrea decide di portarla con sé in Italia, in una città a sua volta mai nominata, e farla lavorare per la "In punta di piedi", una ONG di sua conoscenza.

Nei primi tempi ad Aza sembra quasi di essere entrata in un mondo di favola, con un lavoro gratificante e continui riconoscimenti da parte del fondatore don Silvano, ma quando i suoi comportamenti entrano in conflitto con i desideri dei "moschettieri " (nome dato nel romanzo ai coordinatori della rete dell'organizzazione) l'emarginazione giunge rapida ed irrevocabile, generando una catena di conseguenze sulla vita della protagonista e di quanti le sono vicini.

## Le polemiche
Secondo Adriano Sofri la "In punta di piedi" del romanzo altro non sarebbe che "Libera", l'organizzazione fondata da Don Luigi Ciotti, tesi apparentemente avvalorata da alcune similitudini tra la biografia di Rastello e quella del personaggio di Andrea, nonché dalla conoscenza dell'ambiente di Libera che l'autore aveva maturato quando era direttore di Narcomafie. L'interpretazione di Sofri è stata poi ripresa da altri commentatori, tra gli altri GianCarlo Caselli e Nando dalla Chiesa, che criticarono aspramente l'autore per quello che ritenevano un attacco a Don Ciotti, tuttavia in seguito lo stesso Rastello aveva smentito questa interpretazione dicendo che 
"quando ho voluto fare inchiesta [...] l'ho fatta, [...] E quando ho voluto scrivere un pamphlet [...] l'ho fatto con nomi e cognomi in chiaro [...]. 
La scelta di scrivere un romanzo è tutt'altra cosa: è la scelta di affrontare temi generali, se non universali, che riguardano prima di tutto i lati oscuri di chi scrive".